# إدارة مجرى الهواء التنفسي المتقدمة
إن إدارة مجرى الهواء التنفسي المتقدمة هي عبارة عن مجموعة فرعية من إدارة مجرى التنفس و التي تتضمن التدريب المتقدم والمهارات المستخدمة في انقاذ المرضى المصابين بانسدادات مجرى التنفس، ويشمل العديد من التقنيات، والتي تساعد على فتح مجرى التنفس للمريض للسماح بعملية تبادل الهواء بين المريض والمحيط الخارجي.

و تتم هذه العملية بفتح أو منع الانسدادات لمجرى الهواء.الانسدادات تأتي نتيجة العديد من الأشياء، من ضمنها ارتخاء اللسان أو المكونات التشريحية الأخرى لمجرى الهواء، والأجسام الغريبة، أو تجمع كميات كبيرة من السوائل و الدماء في مجرى التنفس، وسوائل المعدة أو شفط أجزاء الطعام.
على عكس تقنيات إدارة مجرى الهواء الأساسية مثل: تمييل الرأس ورفع الذقن، فإن إدارة مجرى الهواء المتقدمة تعتمد على استخدام المعدات الطبية و التدريب المتقدم. إدارة مجرى الهواء المتقدمة يمكن تأديتها بشكل أعمى أو بواسطة رؤية مزمار الحنجرة و ذلك باستخدام منظار الحنجرة، و يمكن تحقيق تصوير المزمار إما مباشرة وذلك باستخدام شفرة منظار الحنجرة أو باستخدام تقنية الفيديو الحديثة.
تستخدم العديد من الأساليب في إدارة مجرى الهواء المتقدمة، وأمثلة ذلك استخدام أدوات مسلك الهواء التي توضع فوق المزمار الفموي البلعومي و المسلك الهوائي الأنفي البلعومي، وقناع الحنجرة. يمكن استخدام قناع الحنجرة لتوفير التخدير العام. ويلي ذلك تقنيات تحت الجلد مثل التنبيب الرغامي والتقنيات الجراحية في النهاية.
إن إدارة مجرى الهواء المتقدمة هي مفتاح المكونات في الإنعاش القلبي، و التخدير، و العلاج الطارئ، و العناية المركزة. و يمثل مجرى الهواء حرف الألف (A) في الكلمة الإستذكارية للعلاج (ABC). للتعامل مع المرضى ذو الوضع الحرج. العديد من المسالك الهوائية يمكن التعامل معها بشكل مباشر، والبعض يشكل تحدياً. و يمكن توقع مثل هذه الصعوبات إلى حد ما؛ تفحص مراجعة كوكرين المنهجية الأخيرة حساسية وخصوصية الإختبارات بجانب السرير المستخدمة بشكل شائع للتنبؤ بصعوبة إدارة مجرى الهواء.

## إزالة الأجسام الغريبة
إن إدارة مجرى الهواء المتقدمة والمتعلقة في إزالة الأجسام الغريبة فإنه يمكن إزالتها بواسطة الشفط أو استخدام ملقط ماجيل (Magill forceps) تحت المراقبة باستخدام منظار الحنجرة أو منظار القصبات. أما إذا تعذر إزالتها بهذه الطريقة فأنه ينبغي الأخذ بالحسبان استخدام الطرق الجراحية.

## تقنيات مسلك فوق المزمار
إن تقنيات مسلك فوق المزمار تتضمن استخدام أنابيب فوق المزمار، مثل المسلك الهوائي الفموي البلعومي والمسلك الأنفي البلعومي، وأجهزة ما فوق المزمار مثل الأقنعة الحنجرية. و من الشائع بالنسبة لجميع الأجهزة فوق المزمارية أن يتم إدخالها للبلعوم، مع التأكيد على إبقاء الجهاز التنفسي العلوي مفتوحاً دون الدخول في القصبة الهوائية.

### المسلك الهوائي الأنفي البلعومي
هو أنبوب مطاطي ناعم أو بلاستيكي يمر عبر الانف إلى البلعوم الخلفي. يتحمل المرضى المسلك الهوائي الأنفي البلعومي بسهولة وبشكل أفضل من المسلك الفموي البلعومي، فإذاً يمكن استخدام المسلك الأنفي البلعومي عندما نواجه صعوبة في استخدام المسلك الفموي البلعومي، مثل عندما يكون فك المريض مثبتاً أو يكون المريض واعياً ولا يمكنه تحمل ذلك. علماً بأنه لا يعتمد استخدام المسلك الأنفي البلعومي في حالة وجود كسر في قاعدة الجمجمة، و ذلك بسبب إمكانية دخول الأنبوب في الجمجمة. و مع ذلك فأنه يجب المفاضلة بين الضرر الناجم عن نقص الأُكسجين و الضرر الناتج عن استخدام هذه الطريقة.

### المسلك الهوائي الفموي البلعومي

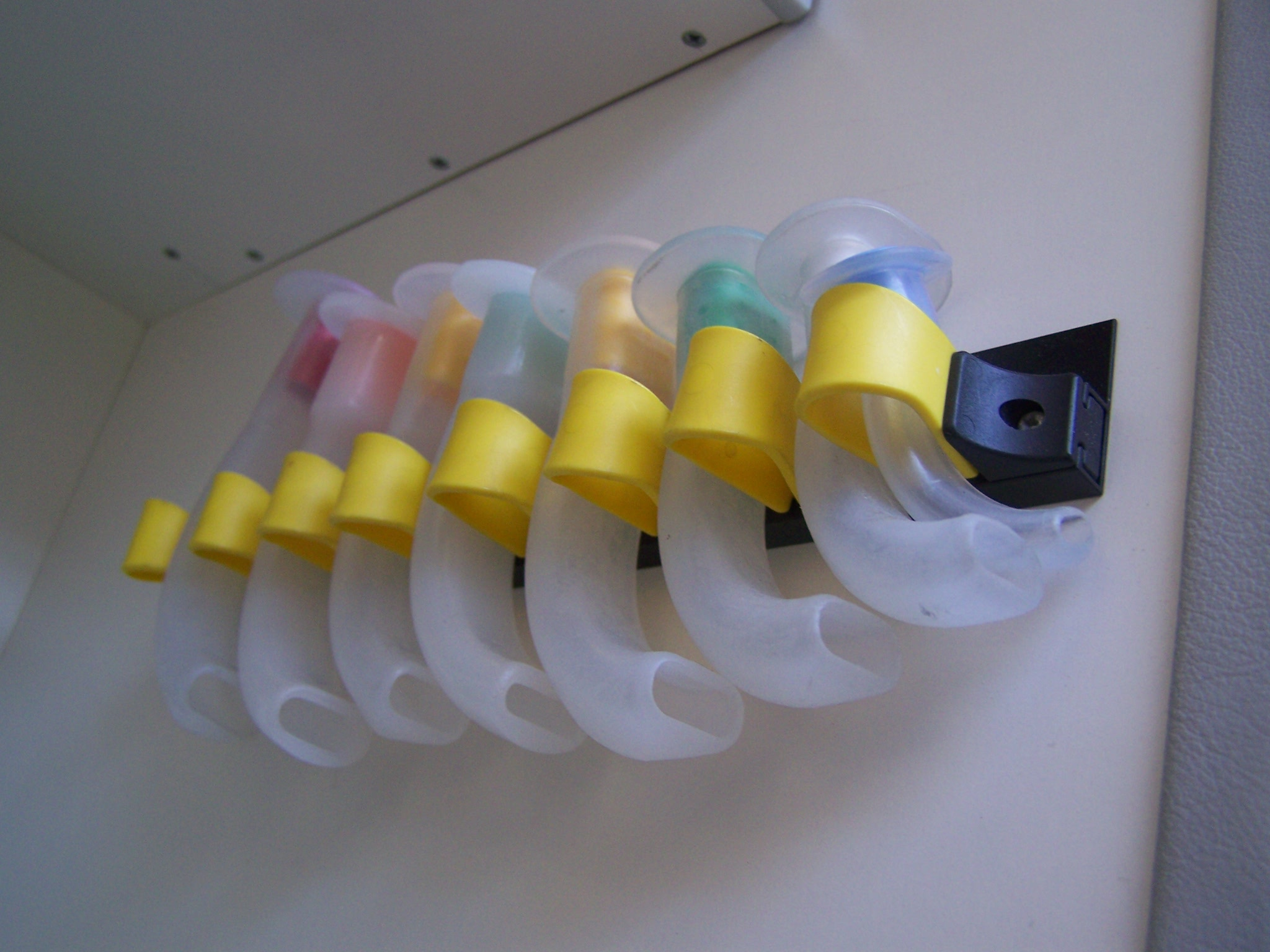
مجاري الهواء الفموية البلعومية بأحجام مختلفة

هي أدوات صلبة منحنية بلاستيكية، يتم إدخالها عبر فم المريض، وهي تمنع لسان المريض من تغطية اللهاة (لحمة الحلق)، و بالتالي عرقلة مجرى الهواء. إن المسلك الهوائي الفموي البلعومي يجب أن يستخدم فقط في المرضى المخدرين بعمق أو المرضى فاقدي الوعي لأنه؛ في المرضى ذوي الاستجابة يمكن أن يتسبب ذلك بالقيء و الاستسقاء, و الالتهابات وخوفاً من التحفيز العكسي.